# 弗龍霍爾茨巴赫河
50°39′35″N 7°07′40″E / 50.659634°N 7.127736°E
弗龍霍爾茨巴赫河（德語：Frohnholzbach），是德國的河流，位於該國西部，流經北萊茵-威斯特法倫州，屬於戈德斯貝格巴赫河的右支流，河道全長0.7公里，流域面積0.3平方公里。